# ИК-2 Покров
«ИК-2 Покров» (ФКУ ИК-2 УФСИН России по Владимирской области) — исправительная колония общего режима в городе Покрове (Владимирская область). В некоторых источниках получило распространение название «Покровская колония». В настоящее время происходит ликвидация учреждения, осужденные вывезены в ИК-4 г. Вязники для дальнейшего отбывания наказания. 

## История
Ранее на месте исправительной колонии функционировал лечебно-трудовой профилакторий № 2, созданный по приказу МВД СССР в 1974 году. Исправительная колония № 2 была образована на его основе путём реорганизации в 1994 году по приказу начальника УВД Администрации Владимирской области. Реорганизация проводилась сотрудниками учреждения. Первый заключённый поступил в колонию 19 августа 1996 года.
В 2005 году в Покровской колонии была открыта первая в России интернет-школа для заключённых без полного среднего образования. Занятия в ней обязательны для заключённых в возрасте 18-30 лет. Для заключённых старше 30 лет занятия проводятся по желанию. Школа функционирует в дистанционном формате на базе Петушинской районной вечерней образовательной школы.
Также в 2005 году на территории ИК-2 г. Покрова по инициативе заключённых было освящено место под строительство храма в честь Святых новомучеников и исповедников Российских. Менее чем через 4 года, в 2008 году храм был построен и освящён архиепископом Владимирским и Суздальским Евлогием.
В 2007 году в колонии был открыт филиал Федерального казённого профессионального образовательного учреждения № 46 Федеральной службы исполнения наказаний. Заключённые могут получить полноценное среднее специальное образование по специальностям «станочник деревообработки», «станочник металлообработки» и «оператор швейного оборудования».

## Известные политзаключённые
В Покровской колонии отбывал наказание политик националистических взглядов Дмитрий Дёмушкин, осуждённый в 2017 году за распространение экстремистских материалов. По его мнению, эта колония отличается строгими порядками среди колоний общего режима.
В ИК-2 отбывал наказание Константин Котов — московский активист, осуждённый на 4 года по результатам первой апелляции (срок был сокращен до полутора лет по результатам второй апелляции и после второй кассации) по «дадинской» статье 212.1 в 2019 году. Константин вышел на свободу 16 декабря 2020 года. Адвокат Константина Котова — Мария Эйсмонт — назвала ИК-2 «красной [подчиняющаяся сотрудникам ФСИН], краснющей режимной колонией, в которой все нацелено на то, чтобы человек чувствовал свою полную зависимость от администрации, не имел практически свободного времени».
27 февраля 2021 года на фоне отсутствия официальной информации о точном местонахождении ряд СМИ сообщил об этапировании Алексея Навального в Покровскую колонию, который был осуждён по делу «Ив Роше» с отбыванием в колонии общего режима в течение 2 лет и 5 месяцев. Позже эта информация была подтверждена официально, но косвенным образом. Международные правозащитные организации Amnesty International и Мемориал, некоторые лидеры западных стран, а также ряд российских и зарубежных СМИ, признали заключение Навального политически мотивированным.
В конце ноября 2022 года депутата Алексея Горинова этапировали в ИК-2 Покров.

## Правонарушения
О пытках и издевательствах в ИК-2 рассказывали многие бывшие заключенные. В 2021 году на телеканале «Дождь» вышел документальный фильм «Свидетели Алексея» об условиях содержания Навального в колонии.
В апреле 2025 году против бывших начальника колонии и его заместителя было возбуждено уголовное дело о систематическом получении взяток от заключенных.
Адвокат Мария Эйсмонт занималась делом Котова и неоднократно посещала ИК-2 и осталась очень довольна условиями содержания осужденных, она считает, что в Покровской колонии делают всё, чтобы не изолировать политических заключённых от стороны защиты.